# اسلبن-تویتلبن
اسلبن-تویتلبن (به آلمانی: Eßleben-Teutleben) یک شهر در آلمان است که در زومردا واقع شده‌است. اسلبن-تویتلبن ۳۶۱ نفر جمعیت دارد.